# چبیواچ
چبیواچ (به لاتین: Trzebiełuch) یک سکونتگاه مسکونی در لهستان است که در Gmina Stolno واقع شده‌است.